# Maher Ayyad
Maher Ayyad (12 mei 1978) is een schaker uit Bahrein. Sinds 2004 is hij een FIDE Meester (FM). In 2002 won hij een individuele gouden medaille op de 35e Schaakolympiade.

## Individuele resultaten
Zowel in 2014 als in 2015 won Maher Ayyad het internationale toernooi van Bahrein: Ramadan Chess Championship. In 2015 won hij het Open schaakkampioenschap van Saoedi-Arabië.
Hij staat ook bekend als snelschaak-specialist. In 2014 werd Maher Ayyad tweede op het Koeweit Open blitzschaak-kampioenschap.

## Schaakteams
Maher Ayyad nam met het nationale team van Bahrein deel aan de volgende Schaakolympiades:
- in 2002, aan de 35e Schaakolympiade in Bled, spelend aan bord 4 (+7 =2 –1), waarbij hij een individuele gouden medaille won
- in 2006, aan de 37e Schaakolympiade in Turijn, spelend aan het reservebord (+8 =1 –2)
- in 2010, aan de 39e Schaakolympiade in Chanty-Mansiejsk, spelend aan bord 4 (+4 =4 –2)
- in 2016, aan de 42e Schaakolympiade in Bakoe, spelend aan bord 2 (+5 =0 –6)[6]
- in 2018, aan de 43e Schaakolympiade in Batoemi, spelend aan bord 2 (+4 =2 –4)[7]

Maher Ayyad speelde voor Bahrein bij de Aziatische Binnen- en Vechtsporten:
- in 2007, aan het eerste bord bij het onderdeel Schaken van de 2e Aziatische Binnensporten in Macau (+1 =1 –4)

## Externe koppelingen
- (en)   Informatie over schaakpartijen van Maher Ayyad op ChessGames.com
- (en)   Informatie over schaakpartijen van Maher Ayyad op 365chess.com
- (en)  FIDE-ratinggegevens voor Maher Ayyad